# Atraktor
Atraktor (anglicky attractor, z původně latinského attrahere přitahovat) je konečný stav systému. Je to stav, do kterého dynamický systém v čase směřuje (je do něho „přitahován“).
Například atraktorem kyvadla je jeho ustálený stav, ve kterém již nekmitá a zavěšené těleso (nebo hmotný bod) setrvává v nejnižším bodě své dráhy.
Atraktory lze rozdělit o několika skupin:
- atraktorem jsou pevné body
- atraktorem jsou periodické body
- atraktorem jsou kvaziperiodické body
- chaotický atraktor
- podivný atraktor